# Vorbereitungslehrgang (Hochschule)
Ein Vorbereitungslehrgang (auch Studienberechtigungslehrgang) ist in Österreich ein Bildungsgang zu einer Studienberechtigungsprüfung (SBP), der fachgebundenen Zulassung zu einem Studium.
Die Studienberechtigungsprüfung liegt seit 2010 vollständig in Autonomie der Hochschulen, die ihre Anforderungen selbst festlegen.
Der Stoff kann im Selbststudium oder manchmal an der Hochschule im Fernstudium erarbeitet werden.
Eigene Vorbereitungslehrgänge werden besonders an Fachhochschulen und Pädagogischen Hochschulen, aber auch manchen Universitäten angeboten. Parallel gibt es solche Kurse auch an Volkshochschulen, beim Berufsförderungsinstitut, oder bei privaten Fortbildungsinstituten, die in ihrem Angebot mit benachbarten Hochschulen kooperieren.
Die Kurse dauern meist 2 Semester (1 Jahr). Sie sind meist kostenpflichtig, werden aber über Bildungsförderungen je nach Bundesland abgegolten.